# Геснер, Иоганн Матиас
Иоганн Матиас Геснер (нем. Johann Matthias Gesner; 9 апреля 1691, Рот — 3 августа 1761, Гёттинген) — немецкий филолог.
Был с 1734 г. профессором элоквенции в Геттингене, где им основана первая Филологическая семинария. Своими изданиями древних авторов: Плиния, Квинтилиана, Горация и Клавдиана (под общим заглавием «Scriptores de republica») и своим сочинением «Primae lineae isagoges in eruditionem universam» (Лпц., 1784) содействовал тому, что древних авторов стали изучать не только в филологическом отношении.
Также издал Фаберовский «Thesaurus eruditionis scholasticae» и новый словарь: «Novus linguae et eruditionis romanae-thesaurus», предназначенный для научного изучения латинского языка. Появились ещё его: «Opuscula varii argumenti» (1743—45) и «Thesaurus epistolarum Gesneri» (Галле, 1768) и др.
Почетный член СПб. АН c 05.03.1764.